# Papyrus Bodmer XIII
Papyrus Bodmer XIII ist das Fragment eines Papyruskodex aus dem 3. Jahrhundert. Es enthält Teile aus der Homilie Peri Pascha (Über Ostern), die wahrscheinlich von Melito von Sardes verfasst wurde, in griechischer Sprache. Die Blätter gehörten möglicherweise zu einem Sammelkodex mit den Papyri Bodmer VII–IX und X–XII.
Die Blätter wurden 1952 mit anderen Papyri bei Pbow in Ägypten gefunden und illegal ins Ausland gebracht. Sie wurden vom Schweizer Sammler Martin Bodmer gekauft. Sie befinden sich in der Bibliotheca Bodmeriana in Cologny bei Genf mit der Signatur P. Bodmer XIII.

## Texteditionen
- Michel Testuz (Hrsg.): Papyrus Bodmer XIII. Méliton de Sardes. Homélie sur la Pâque, manuscrit du IIIe siècle. Bibliotheca Bodmeriana, Cologny-Genève 1960.
- Othmar Perler: Sur la Pâque et fragments (= Sources Chrétiennes. Band 123). Éditions du Cerf, Paris 1966.
- Stuart George Hall: Melito of Sardis. On Pascha and fragments (Oxford early Christian texts). Clarendon Press, Oxford 1979.